# Heralding – The Fireblade
Heralding – The Fireblade (v překladu Zvěstováno – ohnivé ostří) je čtvrté studiové album německé viking/folk/black metalové skupiny Falkenbach z roku 2005, které vyšlo u rakouského vydavatelství Napalm Records. Album nazpíval a všechny nástroje nahrál jediný stálý člen kapely Markus Tümmers vulgo Vratyas Vakyas.
Název skladby Læknishendr znamená v překladu léčivé ruce.

## Seznam skladeb
1. Heathen Foray – 7:15
2. Of Forest Unknown – 3:48
3. Havamal – 6:57
4. Roman Land – 4:18
5. Heralder – 5:12
6. Læknishendr – 5:57
7. Walkiesjar – 3:53
8. Skirnir – 4:34
9. Gjallar (bonusová skladba) – 8:10

## Sestava
- Vratyas Vakyas – vokál, všechny nástroje